# ريان هال (عداء مراثوني)
ريان هال (بالإنجليزية: Ryan Hall)‏ (و. 1982  م) هو عداء مراثوني، ومنافس ألعاب قوى أمريكي، ولد في بيغ بير لاكي، سان بيرناردينو، كاليفورنيا، شارك في الألعاب الأولمبية الصيفية 2008، والألعاب الأولمبية الصيفية 2012.

## روابط خارجية
- ريان هال على موقع الاتحاد الدولي لألعاب القوى (الإنجليزية)
- ريان هال على موقع الاتحاد الأمريكي لسباقات المضمار والميدان (الإنجليزية)
- ريان هال على موقع اللجنة الأولمبية الدولية (الإنجليزية)
- ريان هال على موقع أوليمبيديا (الإنجليزية)
- ريان هال على موقع اللجنة الأولمبية والبارالمبية الأمريكية (الإنجليزية)